# Diagrama de Hertzsprung-Russell

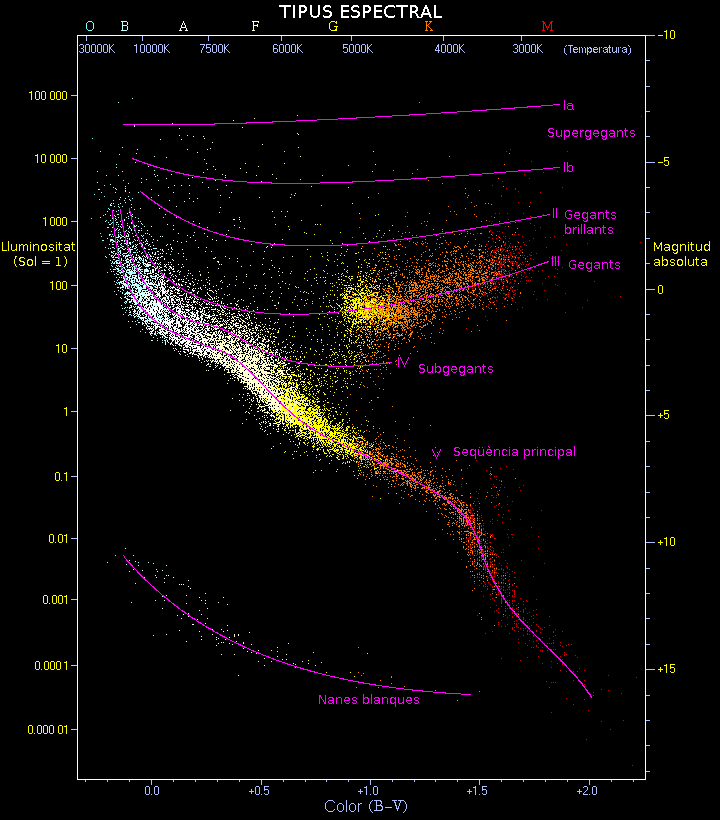
Diagrama de Hertzsprung-Russell

En astronomia, el diagrama de Hertzsprung-Russell (de vegades, diagrama H-R) mostra la relació entra la magnitud absoluta i el tipus espectral de les estrelles. Fou creat devers 1910 per Ejnar Hertzsprung i Henry Norris Russell.
El diagrama de Hertzsprung-Russell s'empra per definir els diferents tipus d'estrelles i comparar les previsions teòriques de l'evolució de les estrelles obtingudes per models informàtics amb les observacions d'estrelles reals.
El diagrama existeix en dues formes diferents. L'una, usada pels observadors, mostra la magnitud en funció del color de l'estrella, mentre els teòrics prefereixen utilitzar la temperatura de l'estrella més que el seu color.
Si bé el color d'una estrella depèn essencialment de la seva temperatura, la transformació d'una forma a l'altra no és pas evident i és diferent segons el model emprat, l'edat i la composició química de l'estrella.
Donat que la talla, la lluminositat i la temperatura de la superfície de les estrelles varien molt, es podria creure que estan distribuïdes més o menys uniformement dins el diagrama de Hertzsprung-Russell. Un examen ràpid del diagrama mostra que les estrelles es reparteixen grosso modo en dos grups: la seqüència principal, que conté les estrelles nanes i les estrelles gegants.
Un tercer grup, menys important, correspon a les nanes blanques.

## Antecedents històrics
A la fi del segle xix es va dur a terme l'estudi espectroscòpic i fotogràfic a gran escala de les estrelles per l'Observatori del Harvard College, on es van realitzar classificacions espectrals per a desenes de milers d'estrelles, culminant finalment en el Catàleg Henry Draper. En un segment d'aquesta obra, Antonia Maury va incloure divisions de les estrelles per l'ample de les seves línies espectrals. Hertzsprung va assenyalar que les estrelles descrites amb línies estretes tendien a tenir moviments propis més petits que les altres de la mateixa classificació espectral. Va entendre això com una indicació de major lluminositat per a les estrelles de línia estreta, calculant així les paral·laxis seculars per a diversos grups d'elles, la qual cosa va permetre estimar la seva magnitud absoluta.
En 1910 Hans Rosenberg va publicar un diagrama traçant la magnitud aparent de les estrelles en el cúmul de Les Plèiades en contra dels punts forts de la línia K de calci i les dues línies de Balmer de l'hidrogen. Aquestes línies espectrals serveixen com un indicador de la temperatura de l'estrella, una forma primerenca de la classificació espectral. La magnitud aparent de les estrelles en el mateix cúmul és equivalent a la seva magnitud absoluta i, per tant, aquest diagrama primerenc era efectivament un gràfic de la lluminositat vers la temperatura. El mateix tipus de diagrama s'utilitza avui dia com un mitjà per a mostrar les estrelles situades en cúmuls sense haver de conèixer la seva distància i lluminositat. Hertzsprung ja havia estat treballant amb aquesta mena de diagrama, però les seves primeres publicacions van mostrar que no va ser fins al 1911. Aquesta va ser també la forma del diagrama en la qual s'estaven utilitzant magnituds aparents d'un grup d'estrelles totes situades a la mateixa distància.
Les primeres versions del diagrama de Russell (1913) incloïen a les estrelles gegants de Maury identificades per Hertzsprung, que eren aquelles estrelles pròximes amb paral·laxis mesurades en aquells dies, estrelles procedents de les Híades (un cúmul obert pròxim), i diversos grups en moviment, pel qual el mètode del cúmul en moviment podia ser utilitzat per a obtenir distàncies i amb això obtenir les magnituds absolutes d'aquestes estrelles.

## Formes del diagrama
Hi ha diverses formes del diagrama de Hertzsprung-Russell, i la nomenclatura no està molt ben definida. Totes les formes comparteixen el mateix disseny en general: les estrelles de major lluminositat estan situades en la part superior del diagrama, i les estrelles amb una temperatura superficial elevada estan en el costat esquerre.
El diagrama original mostrava el tipus espectral de les estrelles sobre l'eix horitzontal i la magnitud visual absoluta en l'eix vertical. El tipus espectral no és una quantitat numèrica, sinó que la seqüència de tipus espectrals és una sèrie monòtona que reflecteix la temperatura superficial estel·lar. Versions observacionals modernes de la taula de tipus espectrals van ser reemplaçades per un índex de color per a les estrelles (els diagrames que es realitzaven a mitjan segle xx eren sovint de color B-V). Aquest tipus de diagrama és el que se sol denominar com un diagrama Hertzsprung–Russell observacional o un diagrama color-magnitud. En casos en què les estrelles són conegudes per estar a distàncies iguals, com dins d'un cúmul estel·lar, s'utilitza sovint un diagrama color-magnitud per a descriure les estrelles del cúmul amb un traçat on l'eix vertical és la magnitud aparent de les estrelles. Per a membres del cúmul, hi ha una sola diferència constant additiva entre les seves magnituds aparents i absolutes, anomenada mòdul de distància, per a totes aquelles estrelles dels cúmuls. Els primers estudis de cúmuls pròxims oberts (com les Híades i Les Plèiades) realitzats per Hertzsprung i Rosenberg van produir el primer diagrama color-magnitud, anterior per uns anys a la síntesi influent de Russell del diagrama que recopilava dades per a totes les estrelles les magnituds absolutes de les quals es van poder determinar.
Una altra forma de diagrama traça la temperatura superficial efectiva de l'estrella en un eix i la lluminositat en l'altre, gairebé invariablement en un gràfic de representació logarítmica. Els càlculs teòrics de la superfície estel·lar i l'evolució de les estrelles produeixen gràfics que concorden amb els de les observacions. Aquest tipus de diagrama podria ser anomenat diagrama de temperatura-lluminositat, però aquest terme gairebé mai s'utilitza; quan es fa la distinció, aquesta forma és anomenada en el seu lloc diagrama teòric Hertzsprung–Russell. Una característica peculiar d'aquesta manera de diagrama HR és que les temperatures estan representades des d'una temperatura elevada a una baixa temperatura, que ajuda en la comparació d'aquesta manera de diagrama HR amb la forma observacional.

## Interpretació

Diagrama HR amb la franja d'inestabilitat i els seus components ressaltats.

La majoria de les estrelles ocupen la regió del diagrama al llarg de la línia anomenada seqüència principal. Durant l'etapa de la seva vida en la qual les estrelles es troben en la línia de la seqüència principal, estan fusionant hidrogen en els seus nuclis. La següent concentració d'estrelles es troba en la branca horitzontal (fusió d'heli en el nucli i combustió d'hidrogen en un embolcall que envolta al nucli). Una altra característica destacada és la bretxa de Hertzsprung situada a la regió entre el tipus espectral A5 i G0 i entre +1 i -3 magnituds absolutes (és a dir, entre la part superior de la seqüència principal i les gegants de la branca horitzontal). Les estrelles variables RR Lyrae es troben a l'esquerra d'aquest buit, en una secció del diagrama denominada franja d'inestabilitat. Les variables cefeides també es troben en la franja d'inestabilitat, a major lluminositat.
Els científics poden utilitzar el diagrama H-R per a mesurar aproximadament la distància a la qual es troba un cúmul estel·lar o una galàxia de la Terra. Per a això, es comparen les magnituds aparents de les estrelles del cúmul amb les magnituds absolutes d'estrelles amb distàncies conegudes (o d'estrelles model). El grup observat es desplaça llavors en direcció vertical, fins que les dues seqüències principals se superposen. La diferència de magnitud que s'ha salvat per a fer coincidir els dos grups es denomina mòdul de distància i és una mesura directa de la distància (ignorant l'extinció). Aquesta tècnica es coneix com a ajust de la seqüència principal i és un tipus de paral·laxi espectroscòpica. No sols es pot utilitzar l'apagada de la seqüència principal, sinó també la punta de les estrelles de la branca gegant vermella.

### El diagrama vist per la missió Gaia de l'ESA
La missió Gaia de l'ESA va mostrar diverses característiques en el diagrama que no es coneixien o que se sospitava que existien. Va trobar una bretxa en la seqüència principal que apareix per a Nanes M i que s'explica amb la transició d'un nucli parcialment convectiu a un nucli totalment convectiu. Per a les nanes blanques el diagrama mostra diverses característiques. En aquest diagrama apareixen dues concentracions principals seguint la seqüència de refredament de les nanes blanques que s'expliquen amb la composició atmosfèrica de les nanes blanques, especialment les atmosferes dominades per hidrogen vers de l'heli de les nanes blanques. Una tercera concentració s'explica amb la cristal·lització del nucli de l'interior de les nanes blanques. Això allibera energia i retarda el refredament de les nanes blanques.

## Seqüència principal
La seqüència principal és la regió del diagrama de Hertzsprung-Russell on resideixen la majoria d'estrelles, correspon aproximadament a una diagonal que va del racó superior de l'esquerra (calent i lluminós) al racó inferior dret (fred i poc lluminós).
Les estrelles que es troben en aquesta regió estan dins la fase evolutiva durant la qual consumeixen l'hidrogen del seu nucli. Durant aquesta fase, les estrelles estan dins un estat estable en què la seva estructura canvia únicament a causa de la modificació progressiva de la seva composició química. Com que el procés de "combustió" de l'hidrogen és molt lent, les estrelles passen la major part de la seva vida dins la seqüència principal.
La dispersió de les estrelles a l'entorn de la seqüència principal és deguda a moltes raons. Un dels factors més importants és la incertesa de les observacions; aquestes incerteses afecten principalment la distància de l'estrella en qüestió, però concerneix també a les estrelles binàries no o mal identificades per si mateixes. De tota manera, observacions perfectes menarien a una extensió de les estrelles a l'entorn d'una seqüència principal ideal, perquè la massa no hi és pas l'únic factor. En efecte, la composició química d'una estrella i l'estat evolutiu determinen també la seva posició dins el diagrama, així com la presència de companys pròxims, la rotació de l'estrella o la presència de camps magnètics, per no esmentar més que alguns paràmetres.

## I Supergegants
Són estrelles molt massives i lluminoses quasi al final de les seves vides. Es classifiquen com a Ia o Ib. Ia representa les més brillants d'aquestes estrelles. Aquestes estrelles són molt rares; només una de cada milió són supergegants.

## II Gegants brillants
Són estrelles gegants molt lluminoses.

## III Gegants normals
Aquestes estrelles són, principalment, estrelles poc massives al final de la seva vida, que han augmentat el radi fins a esdevenir estrelles gegants. Aquesta categoria també inclou algunes estrelles molt massives evolucionant en el seu camí per arribar a l'estatus de supergegants.

## IV Subgegants
Són estrelles que evolucionen cap a gegants o supergegants.

## V Seqüència Principal
Comprèn totes les estrelles normals que obtenen la seva energia de la fusió de l'hidrogen. Aquestes estrelles estan la major part de la seva vida en aquesta categoria abans d'evolucionar. Les de la classe O i B d'aquesta categoria són actualment molt brillants i lluminoses, amb un esclat generalment superior a la majoria de les estrelles gegants. El nostre Sol està en aquesta categoria.

## Paper en el desenvolupament de la física estel·lar

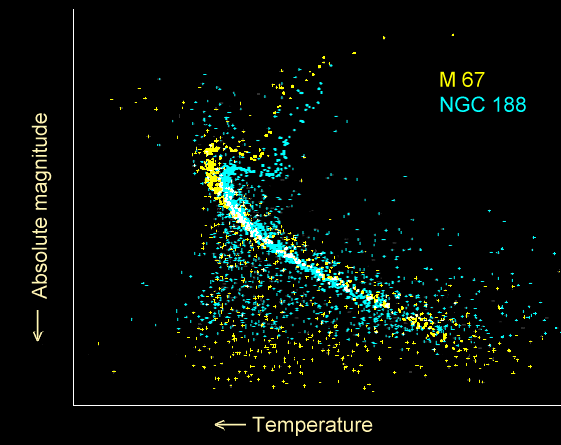
Diagrames HR de dos cúmuls oberts, M67 i NGC 188, que mostren l'apagada de la seqüència principal a diferents edats

La contemplació del diagrama va portar els astrònoms a especular que podria demostrar l'evolució estel·lar, sent el principal suggeriment que les estrelles col·lapsaven de gegants vermelles a estrelles nanes, per a després descendir al llarg de la línia de la seqüència principal en el transcurs de les seves vides. Per tant, es pensava que les estrelles irradiaven energia convertint l'energia gravitatòria en radiació a través del mecanisme de Kelvin-Helmholtz. Aquest mecanisme va donar com a resultat una edat del Sol de només desenes de milions d'anys, la qual cosa va crear un conflicte sobre l'edat del Sistema Solar entre els astrònoms i els biòlegs i geòlegs que tenien proves que la Terra era molt més antiga que això. Aquest conflicte no es va resoldre fins a la dècada de 1930, quan es va identificar la fusió nuclear com a font d'energia estel·lar.
Després de la presentació del diagrama per Russell en una reunió de la Royal Astronomical Society en 1912, Arthur Eddington es va inspirar en ell per a utilitzar-lo com a base per a desenvolupar idees sobre física estel·lar. En 1926, en el seu llibre La constitució interna de les estrelles va explicar la física de com les estrelles encaixen en el diagrama. L'article anticipava el posterior descobriment de la fusió nuclear i proposava correctament que la font d'energia de l'estrella era la combinació d'hidrogen en heli, alliberant una enorme energia. Es tractava d'un salt intuïtiu especialment notable, ja que en aquella època encara es desconeixia la font d'energia d'una estrella, no s'havia demostrat l'existència de l'energia termonuclear i fins i tot no s'havia descobert que les estrelles estan compostes en la seva major part per hidrogen (vegeu metal·licitat). Eddington va aconseguir eludir aquest problema concentrant-se en la termodinàmica del transport radiatiu d'energia en els interiors estel·lars. Eddington va predir que les estrelles nanes romanen en una posició essencialment estàtica en la seqüència principal durant la major part de la seva vida. En les dècades de 1930 i 1940, amb la comprensió de la fusió de l'hidrogen, va sorgir una teoria recolzada per proves de l'evolució a gegants vermelles, després de la qual es va especular amb casos d'explosió i implosió de les restes a nanes blanques. El terme nucleosíntesi de supernoves s'utilitza per a descriure la creació d'elements durant l'evolució i explosió d'una estrella pre-supernova, un concepte proposat per Fred Hoyle en 1954. La mecànica quàntica, la matemàtica pura i els models de mecànica clàssica dels processos estel·lars permeten anotar en el diagrama de Hertzsprung-Russell les trajectòries convencionals conegudes com a seqüències estel·lars—es continuen afegint exemples més rars i anòmals a mesura que s'analitzen més estrelles i es consideren models matemàtics.